# Creobroter
Creobroter Westwood, 1889 è un genere di mantidi appartenenti alla famiglia Hymenopodidae.

## Tassonomia
Comprende le seguenti specie:
- Creobroter apicalis Saussure, 1869
- Creobroter celebensis Werner, 1931
- Creobroter discifera Serville, 1839
- Creobroter elongata Beier, 1929
- Creobroter episcopalis Stal, 1877
- Creobroter fasciatus Werner, 1927
- Creobroter fuscoareatus Saussure, 1870
- Creobroter gemmatus Saussure, 1869
- Creobroter granulicollis Saussure, 1870
- Creobroter insolitus Beier, 1942
- Creobroter jiangxiensis Zheng, 1988
- Creobroter labuanae Hebard, 1920
- Creobroter laevicollis Saussure, 1870
- Creobroter medanus Giglio-Tos, 1915
- Creobroter meleagris Stal, 1877
- Creobroter nebulosa Zheng, 1988
- Creobroter pictipennis Wood-Mason, 1878
- Creobroter signifer Walker, 1859
- Creobroter sumatranus de Haan, 1842
- Creobroter urbanus Fabricius, 1775
- Creobroter vitripennis Beier, 1933